# Riedhausen
Riedhausen település Németországban, azon belül Baden-Württembergben. Lakosainak száma 787 fő (2023. december 31.).

## Népesség
A település népessége az elmúlt években az alábbi módon változott:
| Lakosok száma | 411  | 420  | 438  | 389  | 395  | 465  | 579  | 641  | 631  | 787  |
|               | 1961 | 1967 | 1974 | 1980 | 1987 | 1993 | 2000 | 2006 | 2013 | 2023 |